# Healing Response
Healing Response (englisch healing = ‚heilen‘; response = ‚Antwort‘) ist ein Begriff aus der angloamerikanischen Medizinliteratur. Er steht dabei allgemein für die zur Heilung einer Krankheit oder Wunde führende Reaktion des Körpers und findet sich im Deutschen in den Begriffen Heilung und Wundheilung wieder. Er wird sehr unspezifisch und vielfältig verwendet (zum Beispiel bei Wundmanagement, Arthroskopie und internistischen Erkrankungen). Er findet sich gelegentlich (in engerer Bedeutung) auch im deutschen Schrifttum wieder, beispielsweise als Healing-Response-Technik beim Kreuzbandriss.